# رزم‌ناو کلاس جاوه
رزمناو سبک کلاس جاوه (به هلندی: Java-Klasse Leichter Kreuzer) کلاسی از رزمناوهای سبک نیروی دریایی هلند بود که دو فروند رزمناو از این کلاس با نام‌های جاوه و سوماترا در سال ۱۹۱۶ به آب انداخته شده و پنج سال بعد کار خود را آغاز کرده و در سال‌های ۱۹۲۴ و ۲۵ به خدمت نیروی دریایی هلند برای فعالیت در آب‌های اندونزی (مستعمره هلند در آن هنگام) پذیرفته شدند. رزمناو جاوه در سال ۱۹۴۲ توسط یک رزمناو ژاپنی غرق شد و ۵۰۰ ملوان آن کشته شدند. سوماترا نیز در سال ۱۹۴۴ پس از شرکت در نبرد نورماندی (حمله عظیم متفقین به ساحل فرانسه) از خدمت خارج شد. رزمناوهای کلاس جاوه در حالت بارگیری کامل ۸۰۸۷ تن وزن، ۵۲۶ نفر پرسنل و ۱۵۳ متر طول داشتند.